# 1. česká hokejová liga 1995/1996
1. česká hokejová liga 1995/1996 byla 3. ročníkem druhé nejvyšší české hokejové soutěže.

## Fakta
- 3. ročník samostatné druhé nejvyšší české hokejové soutěže
- Prolínací extraligová kvalifikace: Tým HC Slezan Opava postoupil do extraligového ročníku 1996/1997, zatímco HC Precheza Přerov zůstal v první lize i pro další ročník. HC Kometa BVV Brno z extraligy sestoupila.
- HC Lev Hradec Králové sestoupil do 2. ligy a HC Stadion Liberec se v prolínací baráži udrželi. SK Karviná postoupila do dalšího ročníku 1. ligy.

### Systém soutěže
Všech 14 týmů se nejprve utkalo v základní části dvoukolově každý s každým a následně všechny sudé týmy se všemi lichými týmy doma a venku. Čtveřice nejlepších týmů po základní části postoupila do čtvrtfinále play-off. Týmy na pátém až dvanáctém místě postoupily do předkola play off, které se hrálo na dva vítězné zápasy. Čtvrtfinále a semifinále se hrálo také na 2 vítězné zápasy. Dva vítězové semifinále play off postoupili do čtyřčlenné baráže o extraligu, ve které změřili síly s posledními dvěma extraligovými celky.
Týmy, které skončily na třinácté a čtrnácté příčce, se účastnily šestičlenné baráže o 1. ligu, kde se k nim přidaly dva nejlepší týmy základní části z obou skupin 2. ligy.

## Základní část

### Konečná tabulka
| Vysvětlivka                   |
| ----------------------------- |
| Postup do čtvrtfinále playoff |
| Postup do předkola play off   |
| Účastník baráž o 1. ligu      |

| Poř. | Tým                               | Z  | V  | R  | P  | VG  | OG  | B  |
| ---- | --------------------------------- | -- | -- | -- | -- | --- | --- | -- |
| 1.   | HC Slezan Opava                   | 40 | 22 | 11 | 7  | 139 | 82  | 55 |
| 2.   | HC Precheza Přerov                | 40 | 24 | 5  | 11 | 135 | 94  | 53 |
| 3.   | HC Slavia Becherovka Karlovy Vary | 40 | 21 | 11 | 8  | 149 | 99  | 53 |
| 4.   | HC Havířov                        | 40 | 23 | 3  | 14 | 143 | 124 | 49 |
| 5.   | HC Jitex Písek                    | 40 | 17 | 8  | 15 | 143 | 108 | 42 |
| 6.   | H+S Beroun                        | 40 | 18 | 5  | 17 | 109 | 112 | 41 |
| 7.   | HC Vajgar Jindřichův Hradec       | 40 | 15 | 10 | 15 | 129 | 118 | 40 |
| 8.   | HC Slovan Ústí nad Labem          | 40 | 14 | 10 | 16 | 115 | 125 | 38 |
| 9.   | HK Kaučuk Kralupy nad Vltavou     | 40 | 14 | 8  | 18 | 115 | 135 | 36 |
| 10.  | BHS Prostějov                     | 40 | 14 | 7  | 19 | 114 | 118 | 35 |
| 11.  | HC Baník CHZ Sokolov              | 40 | 13 | 8  | 19 | 110 | 145 | 34 |
| 12.  | HC Rebel Havlíčkův Brod           | 40 | 12 | 11 | 17 | 112 | 129 | 33 |
| 13.  | HC Stadion Liberec                | 40 | 9  | 9  | 22 | 108 | 125 | 27 |
| 14.  | HC Lev Hradec Králové             | 40 | 8  | 6  | 26 | 94  | 165 | 22 |

## Předkolo play off
- HC Jitex Písek - HC Rebel Havlíčkův Brod 2:1 (3:6, 4:0, 5:2)
- H+S Beroun - HC Baník CHZ Sokolov 2:1 (2:4, 5:1, 6:3)
- HC Vajgar Jindřichův Hradec - BHS Prostějov 1:2 (3:6, 2:1 P, 2:3 P)
- HC Slovan Ústí nad Labem - HK Kaučuk Kralupy nad Vltavou 1:2 (1:2, 5:3, 3:7)

## Čtvrtfinále
- HC Slezan Opava - BHS Prostějov 2:0 (3:0, 2:0)
- HC Precheza Přerov - HK Kaučuk Kralupy nad Vltavou 2:0 (4:3 P, 11:1)
- HC Slavia Becherovka Karlovy Vary - H+S Beroun 2:0 (3:1, 5:1)
- HC Havířov - HC Jitex Písek 1:2 (1:2 SN, 7:3, 3:9)

## Semifinále
- HC Slezan Opava - HC Jitex Písek 2:0 (4:3, 4:1)
- HC Precheza Přerov - HC Slavia Becherovka Karlovy Vary 2:1 (1:4, 6:3, 4:0)

Týmy Opavy a Přerova postoupily do baráže o extraligu, ve které Opava uspěla a postoupila tak do dalšího ročníku extraligy.

## Baráž o 1. ligu
| Poř. | Tým                      | Z  | V | R | P | VG | OG | B  |
| ---- | ------------------------ | -- | - | - | - | -- | -- | -- |
| 1.   | SK Karviná               | 10 | 6 | 1 | 3 | 39 | 29 | 13 |
| 2.   | HC Stadion Liberec       | 10 | 6 | 1 | 3 | 44 | 24 | 13 |
| 3.   | HC Příbram               | 10 | 5 | 2 | 3 | 35 | 31 | 12 |
| 4.   | SK Horácká Slavia Třebíč | 10 | 5 | 1 | 4 | 57 | 26 | 11 |
| 5.   | HC ZVVZ Milevsko         | 10 | 3 | 1 | 6 | 18 | 49 | 7  |
| 6.   | HC Lev Hradec Králové    | 10 | 2 | 0 | 8 | 33 | 47 | 4  |

HC Lev Hradec Králové sestoupil do 2. ligy a HC Stadion Liberec se udrželi. SK Karviná postoupila do dalšího ročníku 1. ligy.